# 鹤子镇
鹤子镇，是中华人民共和国江西省赣州市安远县下辖的一个乡镇级行政单位。

## 行政区划
鹤子镇下辖以下地区：
鹤子圩社区、鹤子村、新围村、阳佳村、棉地村、杨功村、大斜村、半迳村、龙岗村和油蔡村。